# Burg Combourg

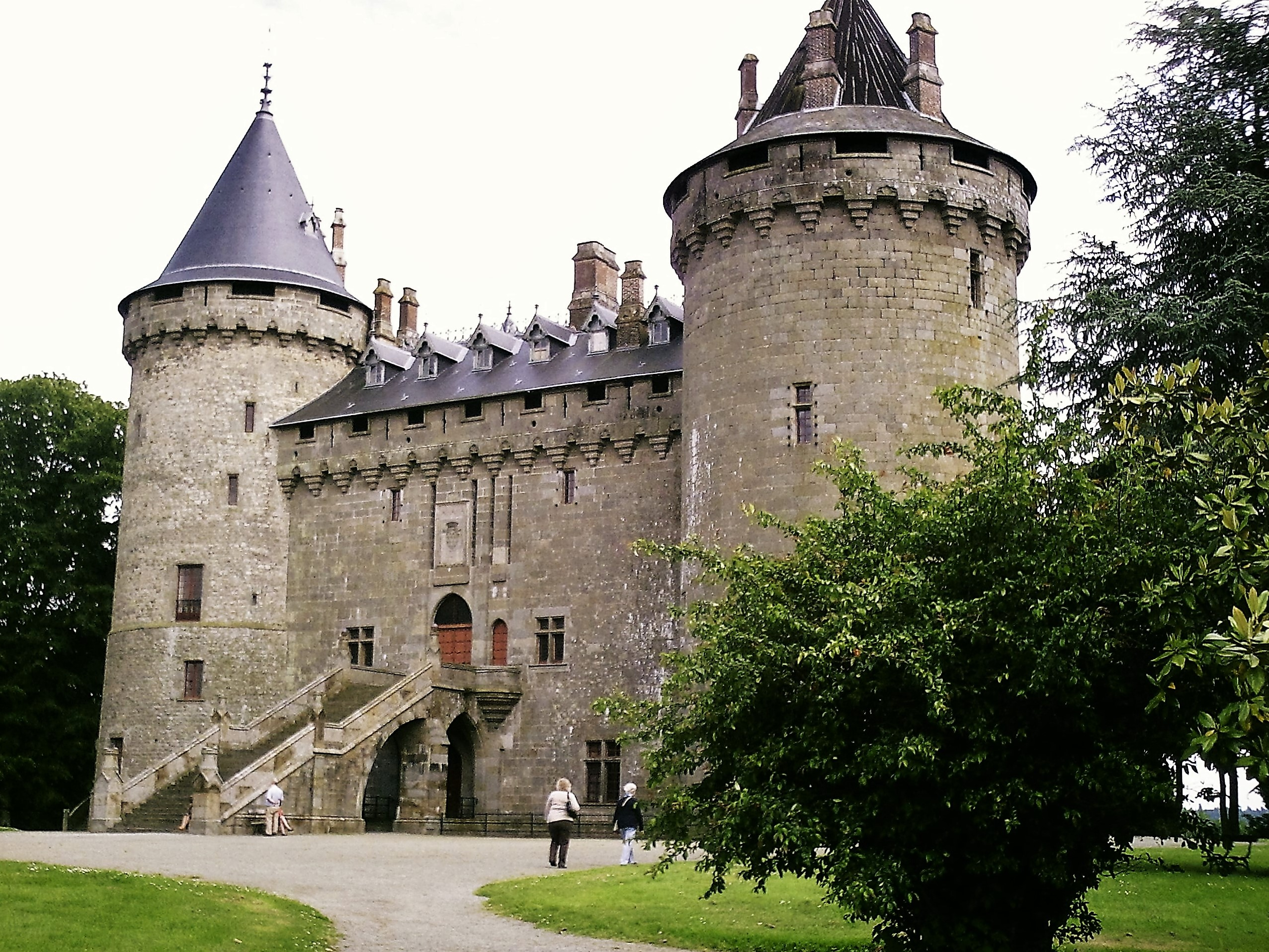
Vorderer Flügel

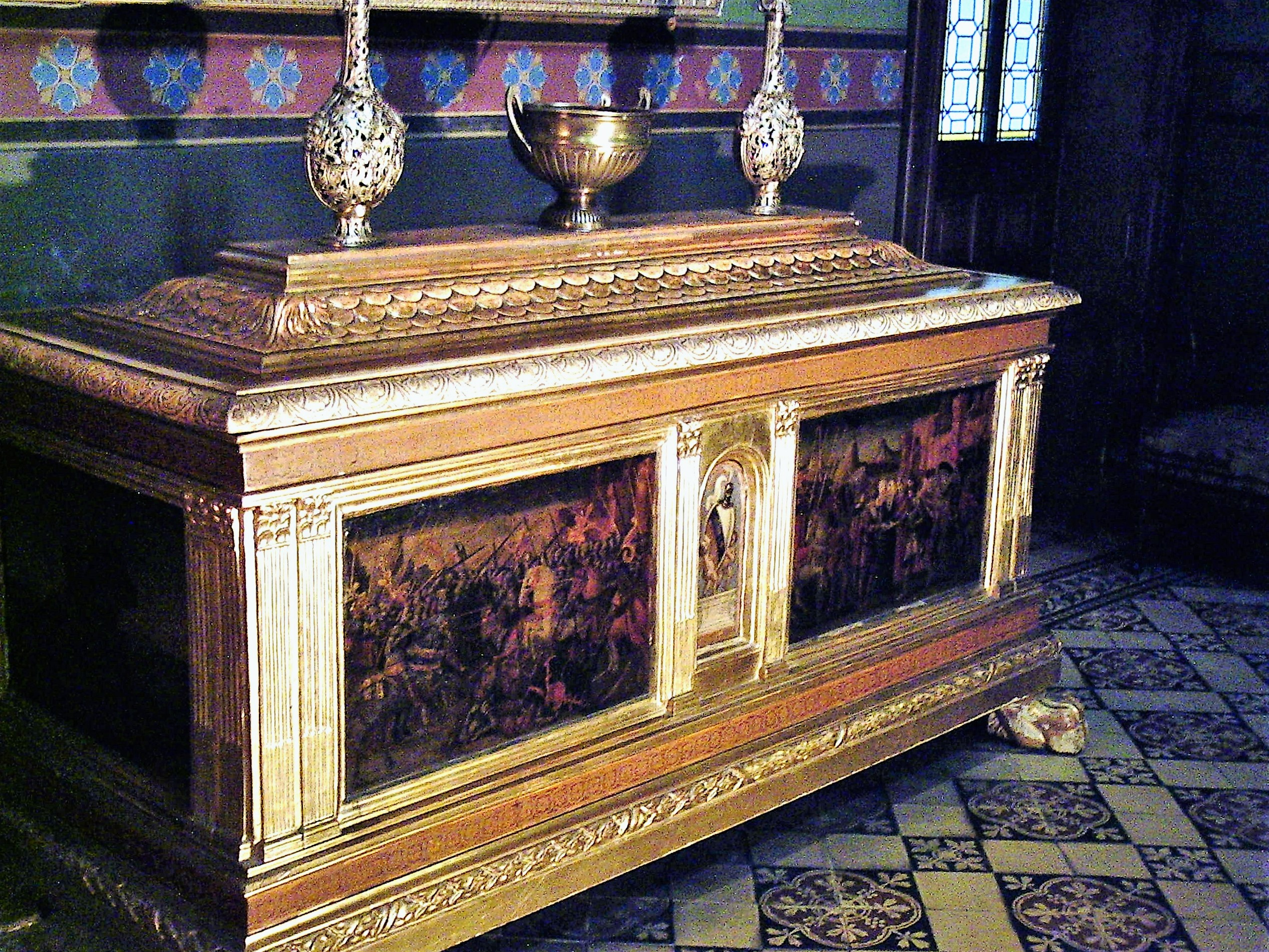
Innendetail

Burg Combourg ist eine ehemalige Wasserburg aus dem 12. Jahrhundert. Sie befindet sich auf einem Hügel oberhalb der namensgebenden Stadt Combourg im Département Ille-et-Vilaine in der Bretagne (Frankreich), etwa auf halber Strecke zwischen Rennes (39 km) und Saint-Malo (36 km).

## Geschichte
Das Lehensgut Combourg wurde 1016 n. Chr. durch den Erzbischof von Dol gegründet. Es war ein Geschenk an seinen Bruder Rivallon, gebunden an eine Beistandsverpflichtung in Notfällen.
Auf einem Felsen errichtet, der damals mitten in einem See stand, erhielt die nach streng militärischen Gesichtspunkten konzipierte Wehranlage ihre heutige Form schon im 12. Jahrhundert. Die damals noch unterhalb der Wasserlinie gelegenen Gebäudeanteile wurden aber erst nach der Beseitigung der äußeren Verteidigungsanlage im 15. Jahrhundert sichtbar. Der dadurch entstandene Höhenunterschied zum Eingang an der Nordseite wurde seinerzeit durch eine Außentreppe aus Granit ausgeglichen.
Seitdem erscheint die trutzige Burg noch höher und mächtiger als zuvor. Sie ist heute von einem Park umgeben.
Während vom Mittelalter bis in die Neuzeit die Besitzer mehrfach wechselten, befindet sich das düstere und legendenumwobene Bauwerk mit seinen labyrinthisch verwinkelten Wehrgängen, die Eindringlinge verwirren sollten, seit dem 18. Jahrhundert in der Hand einer Familie. Der aus Saint-Malo kommende Graf René August de Chateaubriand, Vater des berühmten französischen Dichters und Staatsmanns Francois-René de Chateaubriand, hatte die Burg 1761 erworben und zum Familiensitz bestimmt. Über den ältesten Sohn, der das Anwesen 1786 erbte, gelangte es an Louis Chateaubriand, den direkten Vorfahren der heutigen Schlossherrn.

## Baubeschreibung
Als Spornburg in einem See (in der Burgentypologie eher selten) war sie zunächst eine klassische Wasserburg mit trapezförmigem Grundriss und vier mächtigen runden Wehrtürmen an jeder Ecke. Der nach der Trockenlegung erhöht liegende Eingang wird vom Kreuzritterturm (NW) und Maurenturm (NO), links bzw. rechts flankiert. Dazwischen die nachträglich angebaute massive Treppe zum Park. An der Rückseite befindet sich der alte Palas, der durch den Katzenturm (SW) und durch den Ostturm (SO) geschützt ist. Die Türme sind mit einer geschlossenen Wachgalerie, stufenförmigen Pechnasen und Spitzdächern versehen.
Zahlreiche Schießscharten zur Verteidigung der Mauern runden den Festungseindruck ab. Die Wehrmauern und Zinnen sind noch gut zu erkennen; daneben gibt es zahlreiche versteckte Unterschlüpfe und Geheimgänge.
Mehrere Gebäude um einen rechteckigen Innenhof (mit der alten Ringmauer verbunden) machen das Innere der Burg aus. Es wurde 1875 durch den Grafen und die Gräfin de Chateaubriand restauriert. Als direkte Verwandte ihres bedeutendsten Vorfahren Francois-René, haben sie Schriften und Gegenstände aus seinem Nachlass in Combourg archiviert und ausgestellt.